# تي دي بلايس أرينا
تي دي بلايس أرينا (بالإنجليزية: TD Place Arena) هي ساحة داخلية تقع في أوتاوا، أونتاريو، كندا وتتسع لـ6،500 شخص.